# Mammuthus columbi
Mammuthus columbi — ссавець, вимерлий вид північноамериканських слонових з роду Мамут (Mammuthus).

## Морфологія

Mammuthus columbi (синій силует) порівняно з людиною

Був одним з найбільших представників родини слонових, що будь-коли існували. Висота в загривку у дорослих самців досягала 4 м, а їх вага становила близько 10 т.

## Таксономія
До цього виду сьогодні відносять два таксони, які раніше вважали за окремі види: Mammuthus imperator і Mammuthus jeffersoni.
Цей американський вид мамута був близьким родичем з палеарктичним Mammuthus primigenius і стикався з ним північною межею ареалу. Дотепер не з'ясовано, чи був цей вид прямим нащадком Mammuthus primigenius або ж обидва види походять від іншого, третього виду — Mammuthus meridionalis, який міг мігрувати на американський континент близько 1,8 млн років тому.
Припускають, що найближчим родичем «мамута Колумба» був також мамут карликовий Mammuthus exilis, вага якого сягала лише 1000 кг. Він жив на Канальних островах і зменшився в розмірах через острівну карликовість.

### Еволюція
Найраніші відомі proboscideans, клада до якої відносять слонів, виникли близько 55 мільйонів років тому в районі моря Тетіс. Найближчі родичі хоботних є сирени і дамани. Родина Elephantidae виникла близько шести мільйонів років тому в Африці, і включає в себе слонів і мамонтів. Серед багатьох тепер вимерлих клад, тільки мастодонт є далеким родичем мамонтів, і частина окремої родини mammutidae, точка біфуркації з пращурами мамонтів відбулася близько 25 мільйонів років тому  Наступна кладограмма показує розташування Mammuthus columbi серед інших proboscideans , на основі під'язикової характеристики:
|  | Loxodonta africana (слон африканський)                                                                        |
|  | |
|  | \| \| Elephas maximus (слон азійський) \| \| \| \| \| \| Mammuthus columbi (мамонт Колумбійський) \| \| \| \| |
|  | |
|  | Elephas maximus (слон азійський)                                                                              |
|  | |
|  | Mammuthus columbi (мамонт Колумбійський)                                                                      |
|  | |

|  | Elephas maximus (слон азійський)         |
|  |                                          |
|  | Mammuthus columbi (мамонт Колумбійський) |
|  |                                          |

|  | Loxodonta africana (слон африканський)                                                                        |
|  | |
|  | \| \| Elephas maximus (слон азійський) \| \| \| \| \| \| Mammuthus columbi (мамонт Колумбійський) \| \| \| \| |
|  | |
|  | Elephas maximus (слон азійський)                                                                              |
|  | |
|  | Mammuthus columbi (мамонт Колумбійський)                                                                      |
|  | |

|  | Elephas maximus (слон азійський)         |
|  |                                          |
|  | Mammuthus columbi (мамонт Колумбійський) |
|  |                                          |

|  | Loxodonta africana (слон африканський)                                                                        |
|  | |
|  | \| \| Elephas maximus (слон азійський) \| \| \| \| \| \| Mammuthus columbi (мамонт Колумбійський) \| \| \| \| |
|  | |
|  | Elephas maximus (слон азійський)                                                                              |
|  | |
|  | Mammuthus columbi (мамонт Колумбійський)                                                                      |
|  | |

|  | Elephas maximus (слон азійський)         |
|  |                                          |
|  | Mammuthus columbi (мамонт Колумбійський) |
|  |                                          |

|  | Loxodonta africana (слон африканський)                                                                        |
|  | |
|  | \| \| Elephas maximus (слон азійський) \| \| \| \| \| \| Mammuthus columbi (мамонт Колумбійський) \| \| \| \| |
|  | |
|  | Elephas maximus (слон азійський)                                                                              |
|  | |
|  | Mammuthus columbi (мамонт Колумбійський)                                                                      |
|  | |

|  | Elephas maximus (слон азійський)         |
|  |                                          |
|  | Mammuthus columbi (мамонт Колумбійський) |
|  |                                          |

|  | Loxodonta africana (слон африканський)                                                                        |
|  | |
|  | \| \| Elephas maximus (слон азійський) \| \| \| \| \| \| Mammuthus columbi (мамонт Колумбійський) \| \| \| \| |
|  | |
|  | Elephas maximus (слон азійський)                                                                              |
|  | |
|  | Mammuthus columbi (мамонт Колумбійський)                                                                      |
|  | |

|  | Elephas maximus (слон азійський)         |
|  |                                          |
|  | Mammuthus columbi (мамонт Колумбійський) |
|  |                                          |

|  | Loxodonta africana (слон африканський)                                                                        |
|  | |
|  | \| \| Elephas maximus (слон азійський) \| \| \| \| \| \| Mammuthus columbi (мамонт Колумбійський) \| \| \| \| |
|  | |
|  | Elephas maximus (слон азійський)                                                                              |
|  | |
|  | Mammuthus columbi (мамонт Колумбійський)                                                                      |
|  | |

|  | Elephas maximus (слон азійський)         |
|  |                                          |
|  | Mammuthus columbi (мамонт Колумбійський) |
|  |                                          |

|  | Loxodonta africana (слон африканський)                                                                        |
|  | |
|  | \| \| Elephas maximus (слон азійський) \| \| \| \| \| \| Mammuthus columbi (мамонт Колумбійський) \| \| \| \| |
|  | |
|  | Elephas maximus (слон азійський)                                                                              |
|  | |
|  | Mammuthus columbi (мамонт Колумбійський)                                                                      |
|  | |

|  | Elephas maximus (слон азійський)         |
|  |                                          |
|  | Mammuthus columbi (мамонт Колумбійський) |
|  |                                          |

|  | Loxodonta africana (слон африканський)                                                                        |
|  | |
|  | \| \| Elephas maximus (слон азійський) \| \| \| \| \| \| Mammuthus columbi (мамонт Колумбійський) \| \| \| \| |
|  | |
|  | Elephas maximus (слон азійський)                                                                              |
|  | |
|  | Mammuthus columbi (мамонт Колумбійський)                                                                      |
|  | |

|  | Elephas maximus (слон азійський)         |
|  |                                          |
|  | Mammuthus columbi (мамонт Колумбійський) |
|  |                                          |

|  | Loxodonta africana (слон африканський)                                                                        |
|  | |
|  | \| \| Elephas maximus (слон азійський) \| \| \| \| \| \| Mammuthus columbi (мамонт Колумбійський) \| \| \| \| |
|  | |
|  | Elephas maximus (слон азійський)                                                                              |
|  | |
|  | Mammuthus columbi (мамонт Колумбійський)                                                                      |
|  | |

|  | Elephas maximus (слон азійський)         |
|  |                                          |
|  | Mammuthus columbi (мамонт Колумбійський) |
|  |                                          |

|  | Loxodonta africana (слон африканський)                                                                        |
|  | |
|  | \| \| Elephas maximus (слон азійський) \| \| \| \| \| \| Mammuthus columbi (мамонт Колумбійський) \| \| \| \| |
|  | |
|  | Elephas maximus (слон азійський)                                                                              |
|  | |
|  | Mammuthus columbi (мамонт Колумбійський)                                                                      |
|  | |

|  | Elephas maximus (слон азійський)         |
|  |                                          |
|  | Mammuthus columbi (мамонт Колумбійський) |
|  |                                          |

|  | Loxodonta africana (слон африканський)                                                                        |
|  | |
|  | \| \| Elephas maximus (слон азійський) \| \| \| \| \| \| Mammuthus columbi (мамонт Колумбійський) \| \| \| \| |
|  | |
|  | Elephas maximus (слон азійський)                                                                              |
|  | |
|  | Mammuthus columbi (мамонт Колумбійський)                                                                      |
|  | |

|  | Elephas maximus (слон азійський)         |
|  |                                          |
|  | Mammuthus columbi (мамонт Колумбійський) |
|  |                                          |

|  | Loxodonta africana (слон африканський)                                                                        |
|  | |
|  | \| \| Elephas maximus (слон азійський) \| \| \| \| \| \| Mammuthus columbi (мамонт Колумбійський) \| \| \| \| |
|  | |
|  | Elephas maximus (слон азійський)                                                                              |
|  | |
|  | Mammuthus columbi (мамонт Колумбійський)                                                                      |
|  | |

|  | Elephas maximus (слон азійський)         |
|  |                                          |
|  | Mammuthus columbi (мамонт Колумбійський) |
|  |                                          |

|  | Loxodonta africana (слон африканський)                                                                        |
|  | |
|  | \| \| Elephas maximus (слон азійський) \| \| \| \| \| \| Mammuthus columbi (мамонт Колумбійський) \| \| \| \| |
|  | |
|  | Elephas maximus (слон азійський)                                                                              |
|  | |
|  | Mammuthus columbi (мамонт Колумбійський)                                                                      |
|  | |

|  | Elephas maximus (слон азійський)         |
|  |                                          |
|  | Mammuthus columbi (мамонт Колумбійський) |
|  |                                          |

|  | Loxodonta africana (слон африканський)                                                                        |
|  | |
|  | \| \| Elephas maximus (слон азійський) \| \| \| \| \| \| Mammuthus columbi (мамонт Колумбійський) \| \| \| \| |
|  | |
|  | Elephas maximus (слон азійський)                                                                              |
|  | |
|  | Mammuthus columbi (мамонт Колумбійський)                                                                      |
|  | |

|  | Elephas maximus (слон азійський)         |
|  |                                          |
|  | Mammuthus columbi (мамонт Колумбійський) |
|  |                                          |

|  | Loxodonta africana (слон африканський)                                                                        |
|  | |
|  | \| \| Elephas maximus (слон азійський) \| \| \| \| \| \| Mammuthus columbi (мамонт Колумбійський) \| \| \| \| |
|  | |
|  | Elephas maximus (слон азійський)                                                                              |
|  | |
|  | Mammuthus columbi (мамонт Колумбійський)                                                                      |
|  | |

|  | Elephas maximus (слон азійський)         |
|  |                                          |
|  | Mammuthus columbi (мамонт Колумбійський) |
|  |                                          |

|  | Loxodonta africana (слон африканський)                                                                        |
|  | |
|  | \| \| Elephas maximus (слон азійський) \| \| \| \| \| \| Mammuthus columbi (мамонт Колумбійський) \| \| \| \| |
|  | |
|  | Elephas maximus (слон азійський)                                                                              |
|  | |
|  | Mammuthus columbi (мамонт Колумбійський)                                                                      |
|  | |

|  | Elephas maximus (слон азійський)         |
|  |                                          |
|  | Mammuthus columbi (мамонт Колумбійський) |
|  |                                          |

## Наукова назва
Вид названий на честь Христофора Колумба., і назва може бути перекладена українською як «мамут Колумба»

## Ареал

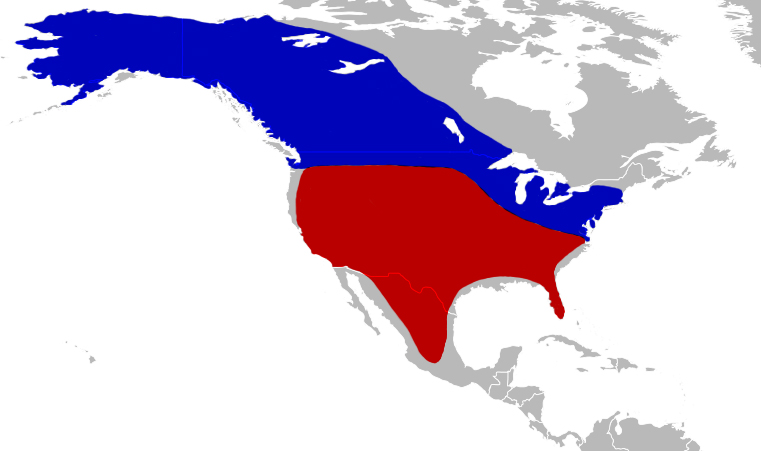
Ареал (червоний)

Mammuthus columbi з часів середнього плейстоцену мешкав на теренах Північної Америки. Його вимирання прийшлося на кінець плейстоцену близько 10 кілороків тому. Рештки мамонта Колумба зустрічаються від Каліфорнії до Флориди і Великих озер найпівнічніші місця знахідок — південь Канади, найпівденніші — в Мексиці. Найбільша концентрація мамонтів, ймовірно, припадала на центр США, в областях прерії. Один зі зразків, знайдений поблизу Нешвілу, датується, можливо, 8-ма тисячами років тому. Кістки цих тварин нерідко розташовані поблизу решток людини і це дозволяє припускати, що тварини цього виду були об'єктами полювання перших людей Америки.

## Спосіб життя
Цей вид харчувався переважно травами, особливо з родини осокових (Cyperáceae). Уподобання цих тварин відоме досить добре, тому що в їх знайдених зубах нерідко виявляються й рослинні рештки. Ці дані підтверджуються і аналізами посліду, що зберігся в печері Bechan, яку ці тварини використовували як притулок щонайменше протягом 1,5 тисячі років. В унікальному мікрокліматі печери збереглося близько 300 м³ гною, аналіз якого показав, що ці тварини на 95% харчувалися травою. Крім цього, вони харчувалися плодами гледичії колючої, маклюри помаранчевої (Maclura pomifera), колоцинту (Citrullus colocynthis) і гімнокладуса дводомного (Gymnocladus dioicus).
Завдяки численним знахідкам решток, вчені змогли реконструювати також соціальну поведінку цього виду. Вони жили подібно сьогоднішнім видам слонів в матріархальних групах чисельністю від 2-20 тварин під проводом зрілої самки. Дорослі самці наближалися до стад лише під час шлюбного періоду. Матері мали захищати дитинчат від великих хижаків, що не завжди вдавалося, як свідчать знахідки в печерах кістяків сотень молодих особин поряд з деякими мертвими шаблезубими котами з роду гомотерій (Homotherium).